# Neohydatothrips moultoni
Neohydatothrips moultoni är en insektsart som först beskrevs av Jones 1912.  Neohydatothrips moultoni ingår i släktet Neohydatothrips och familjen smaltripsar. Inga underarter finns listade i Catalogue of Life.